# Шерууд Спринг
Шерууд Кларк Спринг (на английски: Sherwood Clark Spring) е полковник от USArmy и астронавт на НАСА, участник в един космически полет.

## Образование
Шерууд Спринг завършва колежа Ponaganset High School в Род Айлънд през 1963 г. През 1967 г. завършва Военна академия на Съединените щати, Уест Пойнт, окръг Ориндж, Ню Йорк с бакалавърска степен по инженерство и звание лейтенант. През 1974 г. получава магистърска степен по аерокосмическо инженерство от университета в Тусон, Аризона. През 1976 г. завършва школа за тест пилоти, а през 1989 г. – Военен колеж по управление на бойни системи.

## Военна кариера
Шерууд Спринг постъпва на служба в USArmy след дипломирането си през 1967 г. От началото на 1968 до края на 1969 г. служи в 101-ва въздушнопреносима дивизия и взема участие в бойните действия във Виетнам. След завръщането си в САЩ преминава курс на обучение за пилот на хеликоптер. Връща се във Виетнам през 1970 г. в състава на 1-ва кавалерийска дивизия. През 1974 г. завършва школа за тест пилоти в авиобазата Едуардс, Калифорния. В продължение на четири години работи като експериментален тест пилот в американската армия. В кариерата си има над 3500 полетни часа на 25 различни типа машини, от тях – повече от 1500 часа на реактивни самолети.

## Служба в НАСА
Шерууд Спринг е избран за астронавт от НАСА на 29 май 1980 г., Астронавтска група №9. Той е взел участие в един космически полет. Има 165 часа в космоса и две космически разходки с обща продължителност над 12 часа.

### Полети
| Космически полет на Шерууд Кларк Спринг                       | Космически полет на Шерууд Кларк Спринг | Космически полет на Шерууд Кларк Спринг | Космически полет на Шерууд Кларк Спринг | Космически полет на Шерууд Кларк Спринг | Космически полет на Шерууд Кларк Спринг | Космически полет на Шерууд Кларк Спринг |
| №                                                             | Дата                                    | КК                                      | Емблема на мисията                      | Функции                                 | Продължителност                         |                                         |
| ------------------------------------------------------------- | --------------------------------------- | --------------------------------------- | --------------------------------------- | --------------------------------------- | --------------------------------------- | --------------------------------------- |
| 1                                                             | 26 ноември 1985                         | „Атлантис“, мисия STS-61B               |                                         | Специалист на мисията                   | 6 денонощия 21 часа 04 мин. 49 сек.     |                                         |
| Сумарно време в космоса – 6 денонощия 21 часа 04 мин. 49 сек. |                                         |                                         |                                         |                                         |                                         |                                         |

## Награди
- Медал за доблестна служба;
- Летателен кръст за заслуги;
- Бронзова звезда (2);
- Медал за похвална служба;
- Въздушен медал (9);
- Медал за похвала на USArmy (3);
- Медал за национална отбрана;
- Медал за служба във Виетнам;
- Кръст за храброст;
- Медал на НАСА за участие в космически полет.